# گریت اسبی
گریت اسبی (به انگلیسی: Great Asby) یک روستا در بریتانیا است که در Asby, Eden واقع شده‌است.